# The Signal (filme de 2014)
The Signal (bra: O Sinal - Frequência do Medo) é um filme de ficção científica e suspense estado-unidense. Dirigido por William Eubank e co-escrito com  Carlyle Eubank e David Frigerio. Os protagonistas do filme são Brenton Thwaites e Laurence Fishburne. O filme estreou nos Estados Unidos em 13 de junho de 2014.

## Enredo
Três amigos estão em uma viagem pelo sudoeste americano à procura de um gênio da computação, que conseguiu invadir os computadores do MIT e expôr uma série de falhas de segurança. Eles acabam indo parar em uma área isolada, onde, de repente, tudo fica escuro. Quando Nic (Brenton Thwaites) enfim desperta, logo percebe que está em meio a um pesadelo.

## Elenco
- Brenton Thwaites como Nic Eastman
- Laurence Fishburne como Dr. Wallace Damon
- Olivia Cooke como Haley Peterson
- Beau Knapp como Jonah Breck
- Lin Shaye como Mirabelle

## Recepção
The Signal recebeu críticas mistas dos críticos. A revisão do Rotten Tomatoes relata que 58% dos 79 críticos avaliaram o filme positivamente; a média é de 5,8 em 10. O filme tem uma pontuação de 53 em 100 no Metacritic baseado em 33 opiniões.